# Saucillo
Saucillo é uma cidade do estado de Chihuahua, no México.

Brasão de armas da cidade de Saucillo.

Localização de Saucillo no Estado de Chihuahua.